# Jumong
Jumong (hangeul : 주몽 ; hanja : 朱蒙, né en 58 av. J.-C., mort en 19 av. J.-C.) est le fondateur du royaume coréen de Koguryŏ en 37 av. J.-C.. Son  nom signifie « expert à l'arc ». Il fut nommé de manière posthume Dongmyeongseong. Il est également appelé Tongmyong. D'après le Samguk sagi, son père était le fils du ciel et sa mère, la fille du dieu des rivières.
Sa tombe se trouve à Ryongsan-ri, à 30 km au sud-est de Pyongyang. Elle se trouvait primitivement dans la province de Jilin, près de la capitale de Koguryŏ, Hwanin. Lorsque la capitale fut déplacée à proximité de l'actuelle Pyongyang, en 427, son tombeau comme ceux des rois et des principaux dignitaires furent déplacés en même temps.

## Dans la culture populaire
- Interprété par Song Il-kook en 2006 - 2007 dans la série Jumong de MBC.
- Interprété par Lee Deok-hwa en 2010 - 2011 dans la série The King of Legend de KBS 1TV
- Interprété par Jo Jang Ho en 2017 dans la série Chronicles of Korea de KBS